# Gabriel Bibron

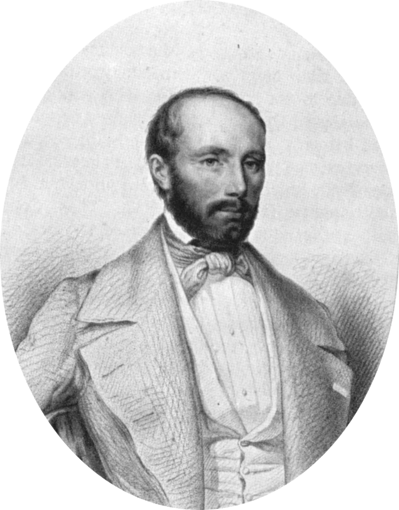
Gabriel Bibron

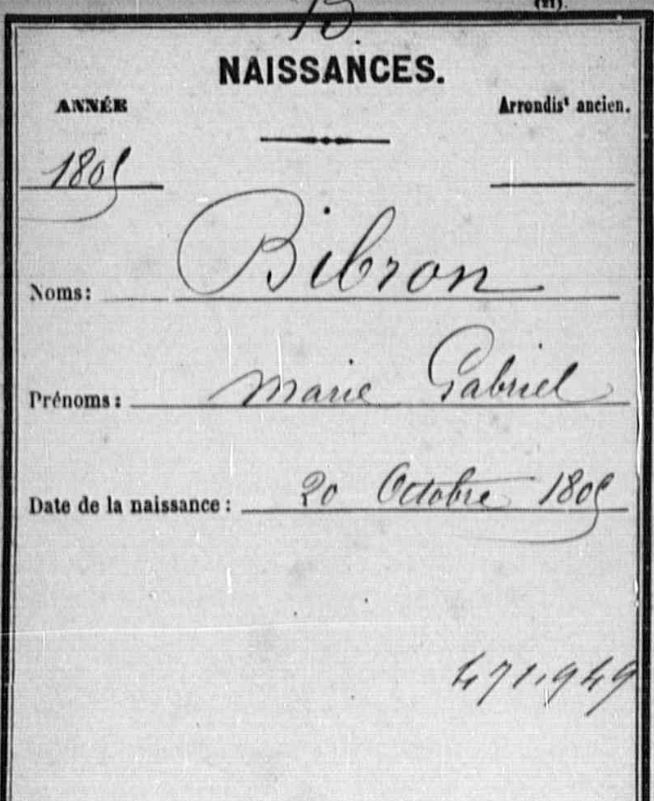
Geburtseintrag Marie Gabriel Bibron in Paris

Marie Gabriel Bibron (* 20. Oktober 1805 in Paris; † 27. März 1848 in Saint-Alban-les-Eaux, Département Loire) war ein französischer Zoologe.

## Leben und Wirken
In den Jahren 1827 bis 1833 war Gabriel Bibron Teilnehmer der französischen wissenschaftlichen Expedition in der Peloponnes-Landschaft Morea in Griechenland. Er arbeitete am Muséum national d’histoire naturelle und klassifizierte gemeinsam mit André Marie Constant Duméril eine große Anzahl von Reptilien (insgesamt erstbeschrieb er 232 Arten). Bibron starb in Saint-Alban an Tuberkulose.
Als 1838 die Société Cuvierienne gegründet wird, war er eines der 140 Gründungsmitglieder der Gesellschaft.

## Dedikationsnamen
Die Taxa folgender zwölf Reptilienarten sind nach Bibron benannt:
- Afrotyphlops bibronii (Smith, 1846)
- Atlasagame (Agama bibronii Duméril, 1851)
- Atractaspis bibronii Smith, 1849
- Calliophis bibroni (Jan, 1858)
- Pazifik-Baumboa (Candoia bibroni (Duméril & Bibron, 1844))
- Bibrons Dickfingergecko (Chondrodactylus bibronii (Smith, 1846))
- Diplolaemus bibronii Bell, 1843
- Enyalius bibronii Boulenger, 1885
- Eutropis bibronii (Gray, 1839)
- Liolaemus bibronii (Bell, 1843)
- Bibrons Riesen-Weichschildkröte (Pelochelys bibroni (Owen, 1853))
- Phymaturus bibronii (Guichenot, 1848)

## Schriften (Auswahl)
- Erpetologie generale: ou, Histoire naturelle complete des reptiles. 1835–1850, 9 Bände (zusammen mit André Marie Constant Duméril) online